# Menyét
A menyét (Mustela nivalis) az emlősök (Mammalia) osztályának ragadozók (Carnivora) rendjébe, ezen belül a menyétfélék (Mustelidae) családjába tartozó faj.

## Előfordulása
Európában – Írországot és néhány távoli szigetet kivéve – mindenütt megtalálható. Ázsia, Észak-Afrika valamint Észak-Amerika kiterjedt területein is jelentősen elterjedt. A hegyekben 3000 méterig felhatol. Magyarországon közönséges. Új-Zélandra betelepítették.

## Alfajai
A biológusok még nem határozták meg pontosan, hogy hány alfaja van a menyétnek.
- Mustela nivalis allegheniensis - Beallsville közelében, Washington; a Nagy-tavaktól délre Wisconsin, Illinois és Pennsylvania államokon keresztül az Appalache-hegység mentén délre, Észak-Karolináig.
- Mustela nivalis boccamela - Szardínia
- Mustela nivalis campestris - Dél-Dakota, Beemer, Cuming Co., Észak-Nebraska, Iowa és Arkansas
- Mustela nivalis caucasica - Hotshal-hegység, körülbelül 300-400 tengerszint feletti magasságban a Kaukázusban.
- Mustela nivalis eskimo - Barrow-fok (Point Barrow), Alaszka és Yukon
- Mustela nivalis heptneri - Islim Tchesme, Badkhiz, Türkmenisztán
- Mustela nivalis minuta - Észak-Skandinávia
- Mustela nivalis mosanensis - Mosan közelében levő Yengan-nál, Koreai-félsziget
- Mustela nivalis namiyei - Awomori, Honshu, Japán
- északi menyét (Mustela nivalis nivalis) - Skandinávia, Oroszország, Észak-Amerika. Az amerikai állatokat egykor törpe menyét (Mustela nivalis rixosa) néven külön alfajnak tartották, ma a legtöbb kutató azonos alfajnak véli az elterjedési terület északi részén élő összes állatot.
- Mustela nivalis numidica - Tanger, Marokkó
- Mustela nivalis pallida - Kokand, Ferghana, kelet-oroszországi Turkesztán
- Mustela nivalis pygmaea - az oroszországi Ohotszki-tenger északi partjai, Gizhiga
- Mustela nivalis rixosa - Osler, Saskatchewan, Mackenzie folyó deltája, Kanada és Észak-Montana, Észak-Dakota és Minnesota, USA; ahogy fentebb olvasható, egyes biológusok azonosnak tartják a Mustela nivalis nivalisszal.
- Mustela nivalis rossica -
- Mustela nivalis russelliana - Tatsienlu, Szecsuan, Kína
- Mustela nivalis stoliczkana - Yarkand, Kelet-Turkesztán (Hszincsiang-Ujgur Autonóm Terület), Kína
- egyiptomi menyét (Mustela nivalis subpalmata) - korábban különálló fajnak vélték, Egyiptom északi része
- Mustela nivalis tonkinensis - Chapa, Tonkin, Indokína
- déli menyét (Mustela nivalis vulgaris) - Nyugat-, Közép- és Dél-Európa, Közép-Ázsia. Magyarországon is ez az alfaj fordul elő.

## Megjelenése
Testhossza 15-26 centiméter, vállmagassága 3-4 centiméter, farokhossza 3-7 centiméter. A hím legfeljebb testtömege 250 gramm, a nőstényé legfeljebb 110 gramm. Még ha a menyét hasonlít is rokonára, a hermelinre, kisebb nála és nincs fekete farok-vége; azonkívül teste hullámosan ívelt; éles határvonal húzódik fehér hasa és vörhenyesbarna felső része között. A hermelintől eltérően a menyét télen csak az északi területeken és a magas hegységekben ölt fehér bundát. Olykor még a hasán is látni barna foltokat vagy sötét jegyeket a szájzugban. Bár nem sokkal hosszabb a nősténynél, a hím jóval nehezebb. Mivel a menyét nagyon karcsú, még a pockokat is tudja követni járataikba.

## Életmódja
Az állat bátor és kíváncsi; túlnyomórészt éjjel vadászik és általában magányos. Tápláléka elsősorban pockok és egyéb egérfélék, de patkányok, vakondok, madarak, tojások és üregi nyulak is. Vadon 1-2 évig, fogságban akár 10 évig is él.
Viselkedése és életmódja ugyan emlékeztet a hermelinre, de inkább a pocokvadászatra specializálódott. A menyétek járataikba is követik a mezei pockokat, hogy ott megfogják őket. Ezt csak karcsúságuk teszi lehetővé, ami viszont nagy energiafelvételt tesz szükségessé, mivel az állatok kedvezőtlen testfelszín/testtömeg arányuk miatt sok hőt veszítenek. Nem tudják magukat tömött bundával védeni, mivel akkor már nem férnének be a pocoklyukakon.
A nagy energiaveszteség kiegyenlítéséhez a menyétnek szinte állandóan vadásznia kell. Alapanyagcseréje igen magas. A menyét tehát rengeteget portyázik, gyakran még éjszaka is, kertekben, hulladékhalmokon, szénakazlakban és cserjésekben; néha még az üregi nyulat is megpróbálja leteríteni, de kis termete miatt ez sokkal ritkábban sikerül neki, mint a hermelinnek.
Rövid, 12-30 centiméteres ugrásokkal halad, közben időnként felegyenesedve figyel; „cincogással” könnyen behívható. Sokszor meghatározott vadászösvényeket követ; meglehetősen territoriális viselkedésű, azaz ragaszkodik megszokott területéhez. A hímek vadászterületei elkülönülnek a nőstényekétől. Pocokgradáció esetén, amikor 100-500 pocok is lehet egy hektáron, a vadászterület 1-5 ha-ra zsugorodhat, ha pedig mondjuk csak 20-40 pocok jut egy hektárra, akkor egy-egy menyét 15 hektárt is birtokolhat. A nőstények vadászterületei mindig jóval kisebbek. Egyetlen éjszaka alatt egy menyét 2 kilométert is megtehet. Téli pihenőt a menyétek nem tartanak.
Ha lehetősége van arra, a menyét többet vadászik a kelleténél. A fölös táplálékot földalatti gyűjtőkamrákban tárolja.
Ellenségei a ragadozó madarak, baglyok, a róka és a hermelin. Korábban csapdázták, kevés eredménnyel. Ma már védett, bántalmazása törvénybe ütközik.

## Szaporodása
Az ivarérettséget néha már az első évben eléri. A párzási időszak márciustól augusztusig tart. Évente egyszer fial, de ha bő a táplálékkínálat, akkor kétszer is ellik. A vemhesség 5 hétig tart. Egy alomban 3-8, általában 4-6 kölyök van. Az elválasztás 4-5 hét után következik be.
Az állomány alakulását nagymértékben a pockok száma szabja meg.

## Érdekesség
A ragadozás gyakorlatát már kicsi korában elkezdi, de az áldozat olykor elmenekül. Egy meglepő esetet sikerült Angliában valakinek lefényképeznie: egy zöld küllő (Picus viridis) repül egy fiatal menyéttel a hátán. A fényképész magyarázata szerint a fiatal menyét megtámadta a madarat, de annak végül sikerült elmenekülnie, a menyéttel a hátán.

## Menyétek a kultúrában
- Én vagyok Menyus (I Am Weasel) című Cartoon Networkös rajzfilm címszereplője.
- Buck a Jégkorszak 3. – A dínók hajnala (Ice Age: Dawn of the Dinosaurs) című animációs film félszemű menyétje.
- Roger nyúl a pácban című film „bűnüldöző” menyétjei.

## Képek

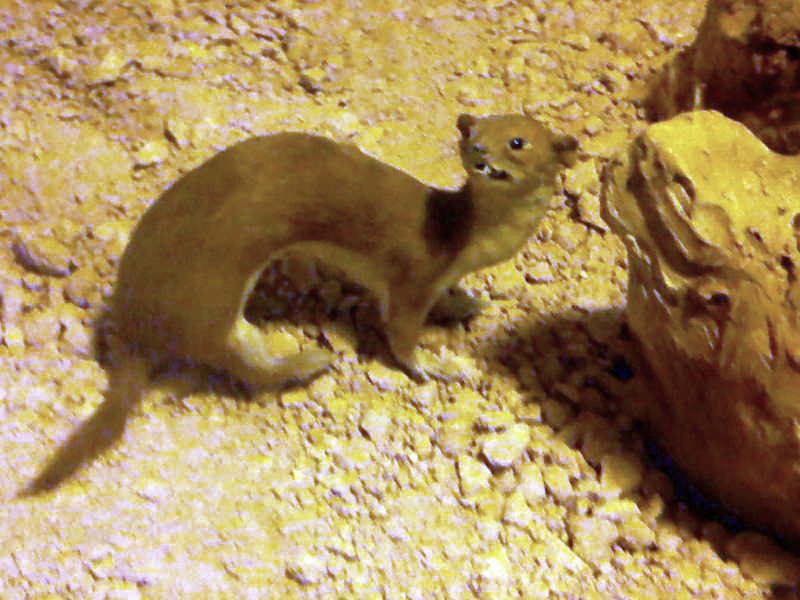
Kitömött példány
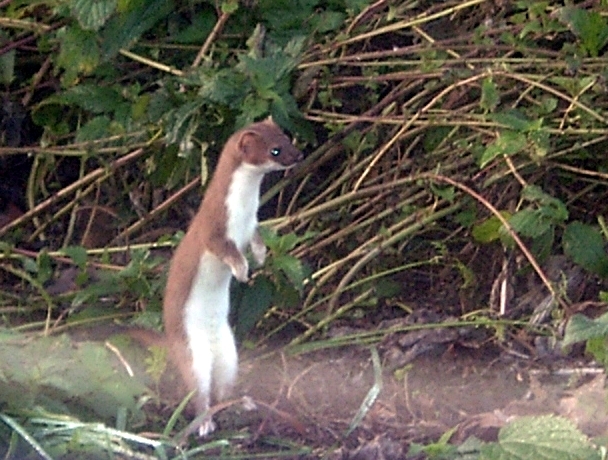
Figyelő menyét
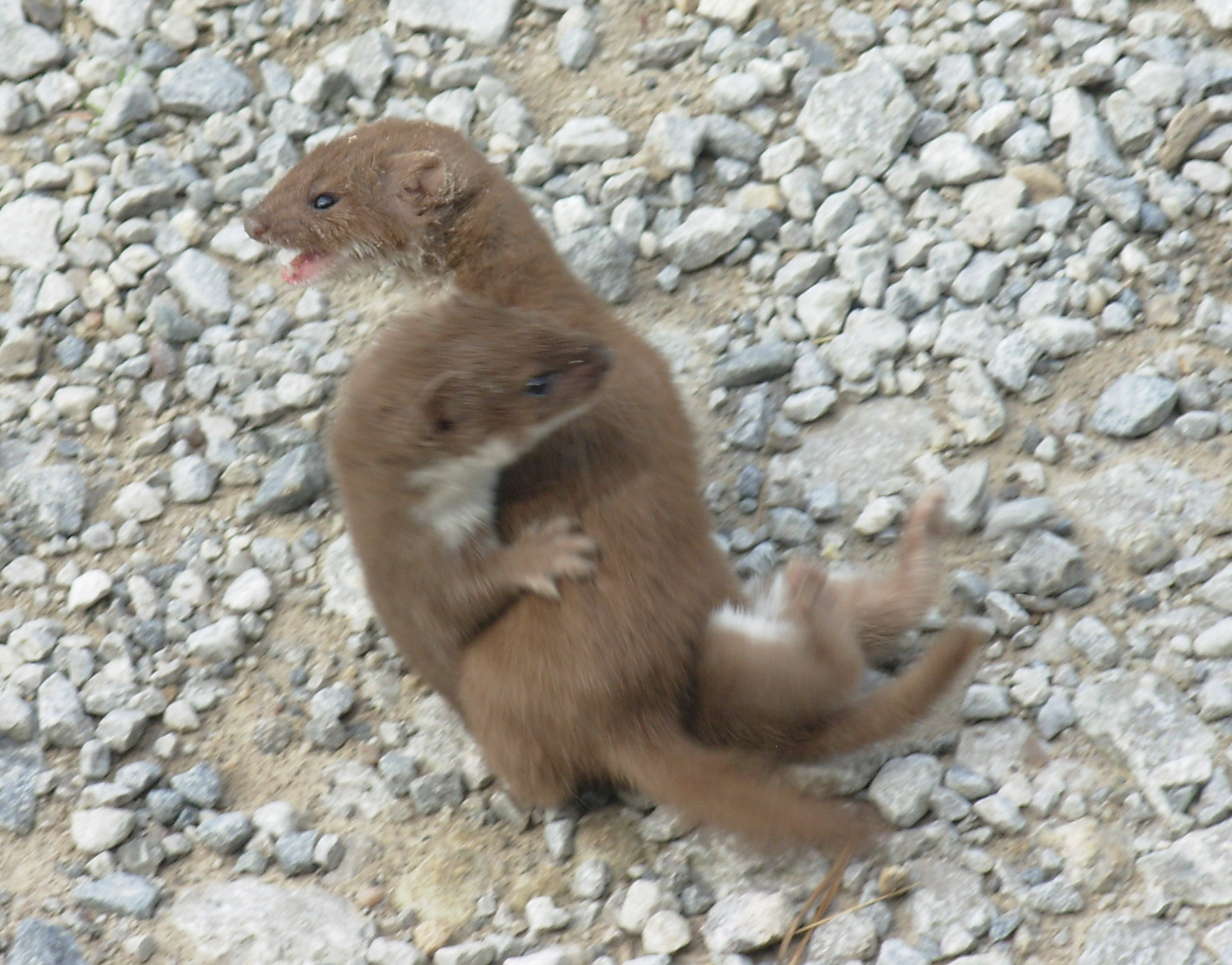
Két játszadozó menyétkölyök